# 스란치마
스란치마는 단에 스란단을 단 긴 치마이다. 입으면 발이 보이지 않을 만큼 폭이 넓고 길다. 조선 시대에 궁중이나 사대부 집에서 예복으로 입었다. 스란단을 한 층 붙인 것을 스란치마, 무릎 정도에 한 층 더 붙인 것을 대란치마라고 하며 스란치마는 소례복으로, 대란치마는 대례복으로 입었다. 스란단의 무늬는 계급에 따라 달랐는데, 왕비는 용무늬, 공주와 옹주는 봉황무늬, 사대부 여자는 글자와 꽃무늬를 넣어 입었다.